# Fundo Europeu de Desenvolvimento Regional

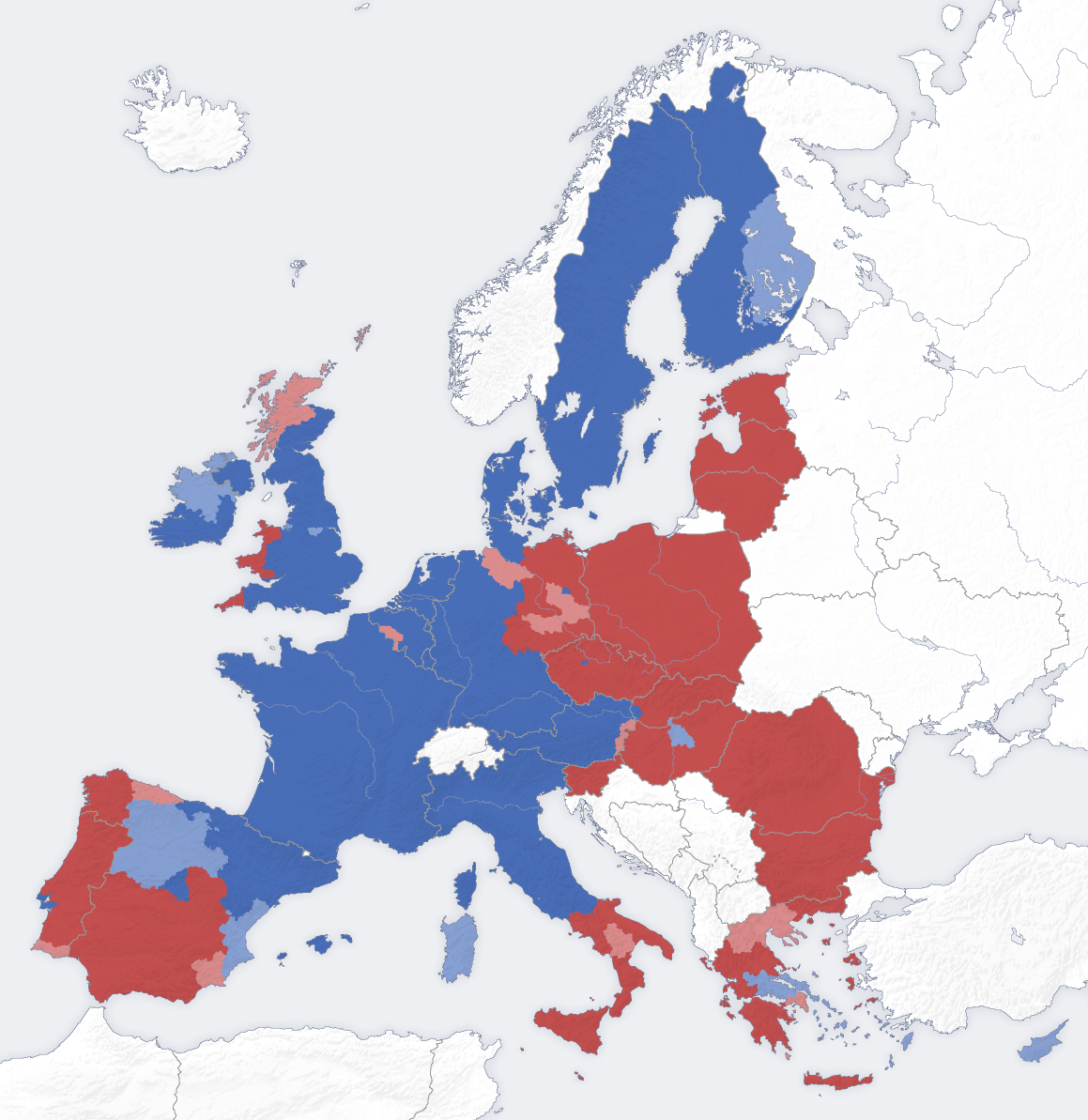
Fundos Europeus de Desenvolvimento Regional para o período 2007-2013.
regiões em convergência
regiões em diminuição progressiva
regiões em incremento progressivo
regiões competitivas e geradoras de emprego

O Fundo Europeu de Desenvolvimento Regional (FEDER) é um instrumento financeiro da Comissão Europeia cuja finalidade é a ajuda para o desenvolvimento económico das regiões deprimidas da União Europeia. Estes fundos são subvenções a fundo perdido, sendo geridos directamente pelas administrações públicas (central, regional e local) tendo cada uma delas um grupo de fundos atribuído a priori para realizar projectos na zona.
Os fundos FEDER constituem a parte maior do pressuposto da UE, afectando áreas de desenvolvimento como os transportes, as tecnologias da comunicação, a energia, o meio ambiente, a investigação e a inovação, as infraestruturas sociais, a formação, a reabilitação urbana e a reconversão industrial, o desenvolvimento rural, a pesca, o turismo e a cultura.

## História
Estes fundos estruturais europeus foram constituídos em 1975 com o objectivo de «corrigir os principais desequilíbrios regionais da Comunidade e especialmente os que são consequência de uma estrutura preponderantemente agrária, das mudanças industriais e do subemprego estrutural».
Em 1987, a Comissão estabelece uma tipologia regional para a Europa, como base na utilização de diversas variáveis dando como resultado uma classificação de seis tipos de regiões problemáticas:
- regiões com níveis baixos de rendimento, produtividade e emprego.

- regiões industriais em processo de decadência.

- regiões cuja percentagem de emprego no sector primário é superior em 50% à da média dos países comunitários.

- regiões urbanas deterioradas com problemas de congestão, níveis de desemprego elevados e de rendimento inferior à média europeia.

- regiões de difícil acessibilidade, como factor que condiciona o desenvolvimento, e de relativo isolamento em relação aos mercados e fornecedores.

- regiões periféricas dentro dos seus países e em zonas de transição, e em geral pouco desenvolvidas.

Depois do Tratado de Maastricht, a política regional da União Europeia estabelece novos objectivos para a aplicação dos fundos estruturais de coesão. Estes são:
- Objectivo 1. Fomentar o desenvolvimento e ajuste estrutural das regiões menos desenvolvidas.

- Objectivo 2. Reconverter as regiões afectadas pela crise industrial.

- Objectivo 3. Lutar contra o desemprego de longa duração e facilitar a inserção de pessoas excluídas do mercado laboral.

- Objectivo 4. Adaptar os recursos humanos às diversas mutações e evoluções do sistema produtivo.

- Objectivo 5. Reformas da Política Agrícola Comum (PAC).

## Funcionamento
As acções financiáveis devem estar incluídas dentro dos Programas Operativos Regionais que cada Estado elabora seguindo os Marcos Comunitários de Apoio aprovados. As empresas, organizações e particulares, assim, não têm acesso directo aos Fundos FEDER, mas apenas através dos diferentes projectos e acções que realizam as administrações públicas.
Os recursos destes fundos estruturais europeus servem principalmente para cofinanciar:
- Ajudas directas aos investimentos realizados nas empresas (em particular as PME) para criar empregos sustentáveis.
- Infraestruturas vinculadas especialmente para a investigação e inovação, as telecomunicações, o meio ambiente, a energia e o transporte.
- Instrumentos financeiros (fundos de capital de risco, fundos de desenvolvimento local, etc.) para apoiar o desenvolvimento regional e local e favorecer a cooperação entre as cidades e as regiões.
- Medidas de assistência técnica.

Além disso, o FEDER financia as iniciativas comunitárias Interreg III e Urban II, e as acções inovadoras FEDER.